# فهرست پررفت‌وآمدترین فرودگاه‌های کشورهای عربی خلیج فارس
این فهرست به پررفت‌وآمدترین فرودگاه‌های کشورهای عربی خلیج فارس می‌پردازد.

## آوریل ۲۰۱۵ - مارس ۲۰۱۶
| ردیف | فرودگاه                         | محل                        | تعداد مسافر | تعداد پرواز | بار (تن)  |
| ---- | ------------------------------- | -------------------------- | ----------- | ----------- | --------- |
| ۱    | فرودگاه بین‌المللی دوبی          | امارات متحده عربی، شهر دبی | ۷۱٬۵۷۶٬۸۶۸  | ۴۰۵٬۷۵۰     | ۲٬۴۳۵٬۵۶۷ |
| ۲    | فرودگاه بین‌المللی حمد           | قطر، دوحه                  | ۲۹٬۸۵۸٬۷۷۵  | ۲۳۷٬۱۰۸     | ۹۹۵٬۳۷۰   |
| ۳    | فرودگاه بین‌المللی ملک عبدالعزیز | عربستان سعودی، جده         | ۲۷٬۱۱۱٬۰۰۰  | ۲۲۸٬۵۴۹     | ۵۸۱٬۷۸۲   |
| ۴    | فرودگاه بین‌المللی ابوظبی        | امارات متحده عربی، ابوظبی  | ۲۳٬۸۶۵٬۱۲۷  | ۱۹۴٬۸۷۵     | ۸۷۶٬۳۶۸   |
| ۵    | فرودگاه بین‌المللی ملک خالد      | عربستان سعودی، ریاض        | ۱۹٬۷۴۵٬۳۹۲  | ۱۶۸٬۲۷۶     | ۴۶۹٬۲۷۸   |
| ۶    | فرودگاه بین‌المللی کویت          | کویت، کویت                 | ۹٬۳۷۶٬۶۱۸   | ۸۵٬۰۰۰      | ۱۷۶٬۲۶۱   |
| ۷    | فرودگاه بین‌المللی بحرین         | بحرین، محرق                | ۸٬۸۹۸٬۱۹۷   | ۱۰۶٬۳۵۶     | ۳۲۹٬۹۳۸   |
| ۸    | فرودگاه بین‌المللی مسقط          | عمان، مسقط                 | ۸٬۳۱۰٬۹۲۷   | ۸۱٬۲۴۴      | ۱۲۰٬۰۴۰   |
| ۹    | فرودگاه بین‌المللی شارجه         | امارات متحده عربی، شارجه   | ۷٬۵۱۶٬۵۳۸   | ۶۵٬۹۷۵      | ۴۱۹٬۰۷۶   |
| ۱۰   | فرودگاه بین‌المللی ملک فهد       | عربستان سعودی، دمام        | ۷٬۳۱۱٬۰۰۰   | ۷۲٬۸۹۷      | ۱۲۱٬۶۵۵   |

## ۲۰۱۳
| ردیف | فرودگاه                         | محل                        | تعداد مسافر | تعداد پرواز | بار (تن)  |
| ---- | ------------------------------- | -------------------------- | ----------- | ----------- | --------- |
| ۱    | فرودگاه بین‌المللی دبی           | امارات متحده عربی، شهر دبی | ۶۶٬۴۳۱٬۵۳۳  | ۳۲۶٬۳۱۷     | ۲٬۴۳۵٬۵۶۷ |
| ۲    | فرودگاه بین‌المللی ملک عبدالعزیز | عربستان سعودی، جده         | ۲۶٬۵۸۱٬۰۰۰  | ۱۸۷٬۴۴۶     | ۴۶۷٬۱۸۱   |
| ۳    | فرودگاه بین‌المللی دوحه          | قطر، دوحه                  | ۲۳٬۲۶۶٬۱۸۷  | ۱۶۷٬۹۹۵     | ۸۶۵٬۶۶۹   |
| ۴    | فرودگاه بین‌المللی ملک خالد      | عربستان سعودی، ریاض        | ۱۸٬۵۸۵٬۰۰۰  | ۱۶۱٬۳۱۴     | ۴۴۸٬۸۳۱   |
| ۵    | فرودگاه بین‌المللی ابوظبی        | امارات متحده عربی، ابوظبی  | ۱۶٬۵۰۰٬۰۰۰  | ۱۳۵٬۲۱۳     | ۷۰۶٬۰۰۰   |
| ۶    | فرودگاه بین‌المللی کویت          | کویت، کویت                 | ۹٬۳۷۶٬۶۱۸   | ۸۵٬۰۰۰      | ۱۷۶٬۲۶۱   |
| ۷    | فرودگاه بین‌المللی بحرین         | بحرین، محرق (بحرین)        | ۸٬۸۹۸٬۱۹۷   | ۱۰۶٬۳۵۶     | ۳۲۹٬۹۳۸   |
| ۸    | فرودگاه بین‌المللی مسقط          | عمان، مسقط                 | ۸٬۳۱۰٬۹۲۷   | ۸۱٬۲۴۴      | ۱۲۰٬۰۴۰   |
| ۹    | فرودگاه بین‌المللی شارجه         | امارات متحده عربی، شارجه   | ۷٬۵۱۶٬۵۳۸   | ۶۵٬۹۷۵      | ۴۱۹٬۰۷۶   |
| ۱۰   | فرودگاه بین‌المللی ملک فهد       | عربستان سعودی، دمام        | ۷٬۳۱۱٬۰۰۰   | ۷۲٬۸۹۷      | ۱۲۱٬۶۵۵   |

## ۲۰۱۰
| ردیف | فرودگاه                         | محل                       | تعداد مسافر | تعداد پرواز | بار (تن)  |
| ---- | ------------------------------- | ------------------------- | ----------- | ----------- | --------- |
| ۱    | فرودگاه بین‌المللی دبی           | امارات متحده عربی، دبی    | ۵۰٬۹۷۷٬۹۶۰  | ۳۲۶٬۳۱۷     | ۲٬۲۷۰٬۰۰۰ |
| ۲    | فرودگاه بین‌المللی ملک عبدالعزیز | عربستان سعودی، جده        | ۱۷٬۷۵۷٬۰۰۰  | ۱۴۲٬۵۰۵     | ۲۳۱٬۷۳۰   |
| ۳    | فرودگاه بین‌المللی دوحه          | قطر، دوحه                 | ۱۵٬۷۲۴٬۰۲۷  | ۱۱۸٬۷۵۱     | ۷۰۷٬۸۳۱   |
| ۴    | فرودگاه بین‌المللی ملک خالد      | عربستان سعودی، ریاض       | ۱۳٬۹۱۹٬۰۰۰  | ۱۳۴٬۶۱۶     | -- --     |
| ۵    | فرودگاه بین‌المللی ابوظبی        | امارات متحده عربی، ابوظبی | ۱۱٬۰۰۰٬۰۰۰  | -- --       | -- --     |
| ۶    | فرودگاه بین‌المللی بحرین         | بحرین، منامه              | ۸٬۸۹۸٬۱۹۷   | ۱۰۶٬۳۵۶     | ۳۲۹٬۹۳۸   |
| ۷    | فرودگاه بین‌المللی کویت          | کویت، کویت                | ۸٬۴۶۶٬۷۳۷   | ۷۱٬۵۱۹      | ۱۹۵٬۰۶۶   |
| ۸    | فرودگاه بین‌المللی ملک فهد       | عربستان سعودی، دمام       | ۴٬۵۶۹٬۰۰۰   | ۴۵٬۵۱۲      | ۸۲٬۸۶۵    |